# Голубой грот на Мальте
Голубой грот (мальт. Taħt il-Ħnejja) относится к ряду морских пещер на юго-восточном побережье Мальты, недалеко от границ рыбацкой гавани Вид-из-Зуррик (Вид-из-Зуррик), Мальта. Вид-из-Зуррик, голубой грот и соседние пещеры расположены в пределах деревни Кренди; в соответствии с Законом о местном совете 1993 года и юридическим спором 1910 года между деревнями Кренди и Зуррик по поводу их юрисдикции, который вынес решение в пользу Кренди.
И гавань Вид-из-Зуррик, и морские пещеры Голубой грот расположены на береговой линии напротив небольшого необитаемого островка Филфла, который является птичьим заповедником.
Расположение пещер приводит к тому, что морская вода отражает оттенки синего на стенах и потолках пещер.
Несколько пещер также отражают яркие фосфоресцирующие цвета подводной флоры и фауны, в то время как другие пещеры имеют глубокий тёмный оттенок синего цвета.
Под водой различные цвета: красный, лиловый, зелёный, оранжевый и жёлтый — создают впечатляющую картину для посетителей.
Голубой грот — популярное место среди туристов на Мальте: лодочные прогулки по пещерам проводятся круглый год, если позволяет погода.
Подводное плавание с аквалангом на близлежащем затопленном при кораблекрушении одновинтовом танкере, принадлежащим Ливии, «Ум-эль-Фаруд» и подводное плавание вдоль береговой линии, а также скалолазание — самые популярные занятия, практикуемые здесь.
Это место неоднократно использовалось кинематографистами в фильмах на большом экране и на телевидении, а именно: «Адские лодки» (1970), «Троя» (2004), двадцать пятый сезон «Удивительных гонок», ряд рекламных роликов, а также программа путешествий Rai 2 Sereno Variabile, — и множество разнообразных фотосессий.

## Галерея

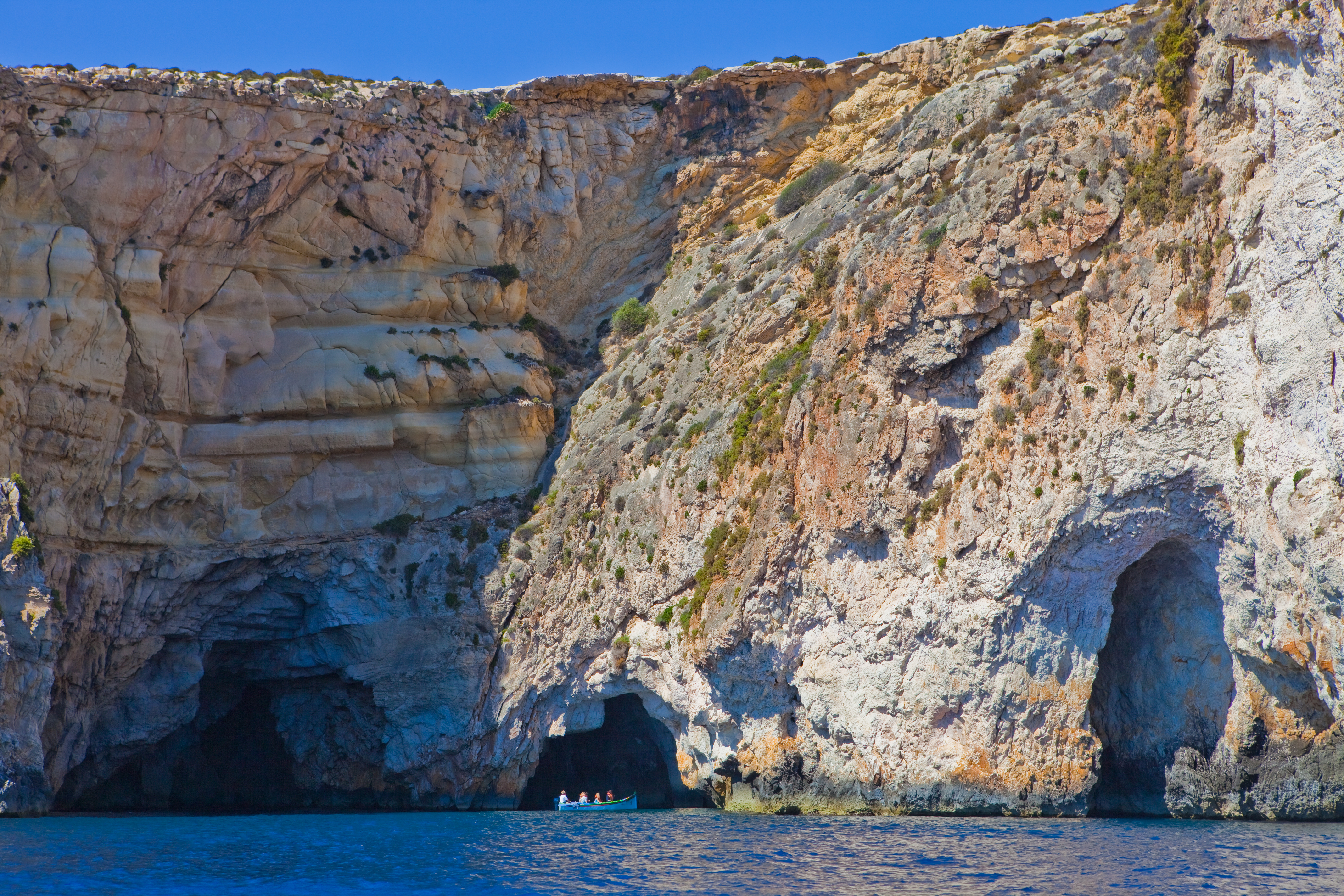
Туристический катер в Голубом гроте.
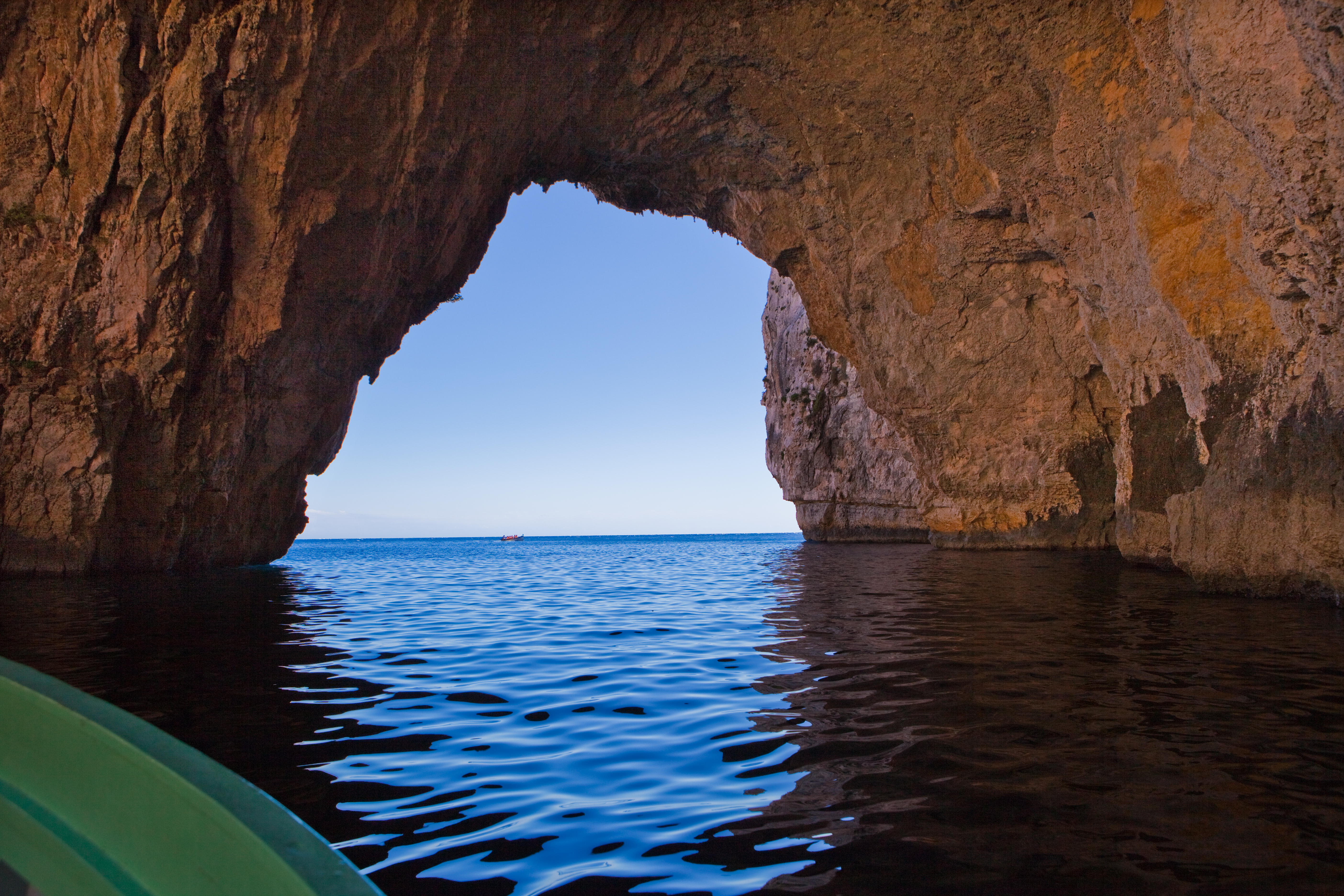
Вид изнутри Голубого грота.
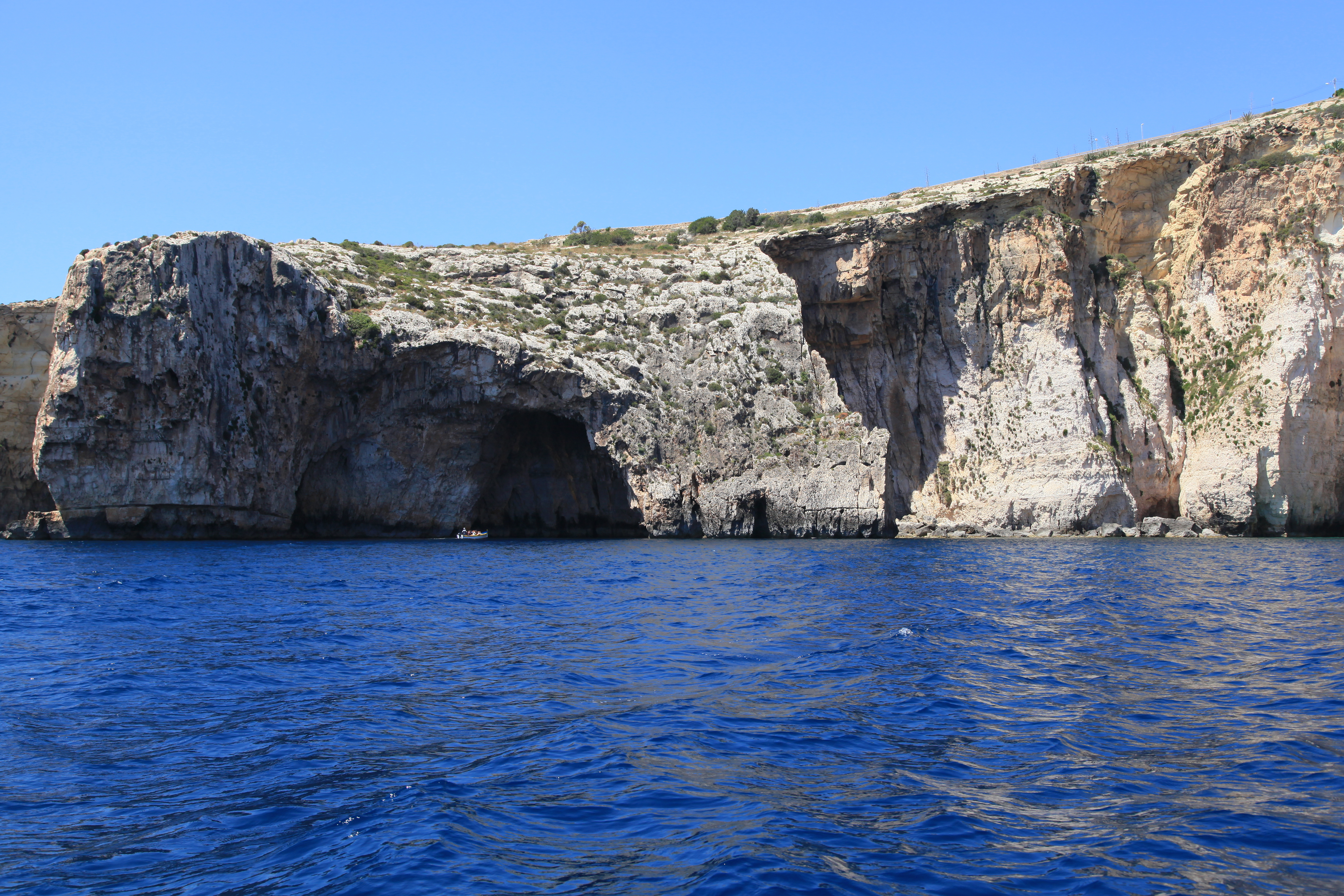
Грот снаружи, вид с уровня моря
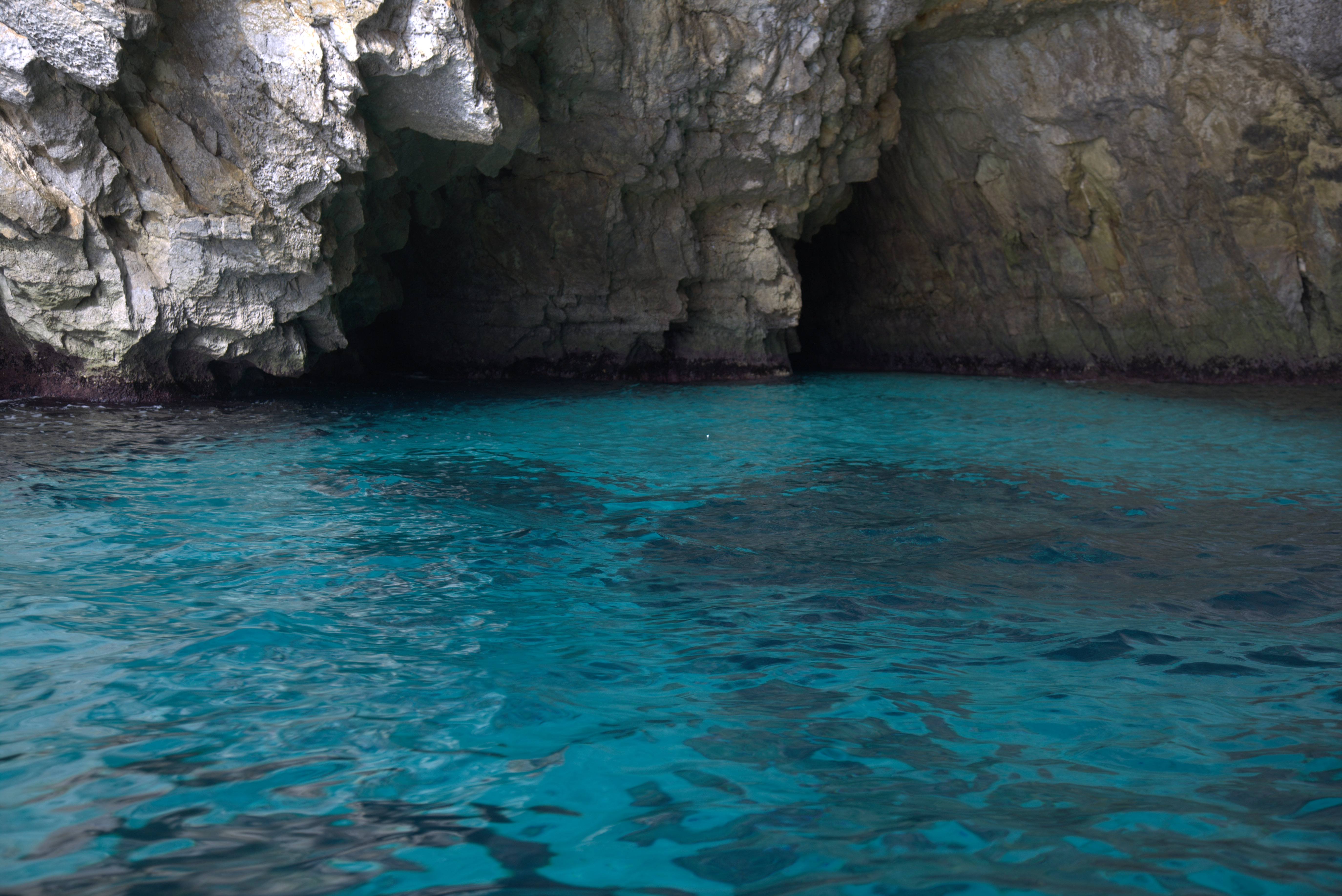
Вода в голубом гроте